# Cathédrale de la Résurrection de Vologda
Pour les articles homonymes, voir Cathédrale de la Résurrection.
La cathédrale de la Résurrection (en russe : Воскресе́нский собо́р) à Vologda est un édifice religieux orthodoxe (chauffé en hiver) qui est située sur la même place du Kremlin que sa voisine, la cathédrale Sainte-Sophie de Vologda (non chauffée). Elle a été construite entre 1772 et 1776, sur décision de l'archevêque de la ville Iosif Zolotoï (1720-1774). Le style architectural est baroque. C'est un édifice classé comme patrimoine remarquable au niveau fédéral de la Russie. La cathédrale fait partie de l'éparchie de Vologda.

## Histoire
La décision de construire une cathédrale chauffée à côté de la cathédrale Sainte-Sophie a été prise au début des années 1750 par l'évêque Serapion. Un premier projet est entrepris en 1757 par Iosif Zolotoï et est dédié à la Présentation de Jésus au Temple. Toutefois, cette première réalisation est détruite en 1771 et le projet est abandonné parce qu'on lui trouve de trop nombreux arcs qui rendent sa structure trop peu fiable .
Une nouvelle cathédrale est alors construite à l'emplacement d'une des tours de l'aile sud-est du kremlin de Vologda qui est détruite. Les matériaux provenant des ruines sont réutilisés pour la cathédrale. Un architecte local, un certain Zlatitiski, aurait, dit-on, dirigé sa construction sur base de modèles provenant d'un architecte de Moscou. Une maquette en bois du projet, mais avec une coupole beaucoup plus élevée est conservé au Musée-réserve de l'État d'art et d'architecture de Vologda. La construction s'achève en 1776 après le décès en 1774 de Iosif Zolotoïde.

## Architecture
La cathédrale de la Résurrection est un édifice à deux niveaux, de forme ovale et plane, dominé par cinq coupoles. Il comprend une trapeznaïa, quatre chapelles latérales et des absides. Un grand dôme domine l'ensemble. Il est percé de fenêtres ovales et de lucarnes. Des lanterneaux aux toits de forme octogonale surmontent les coupoles des chapelles.

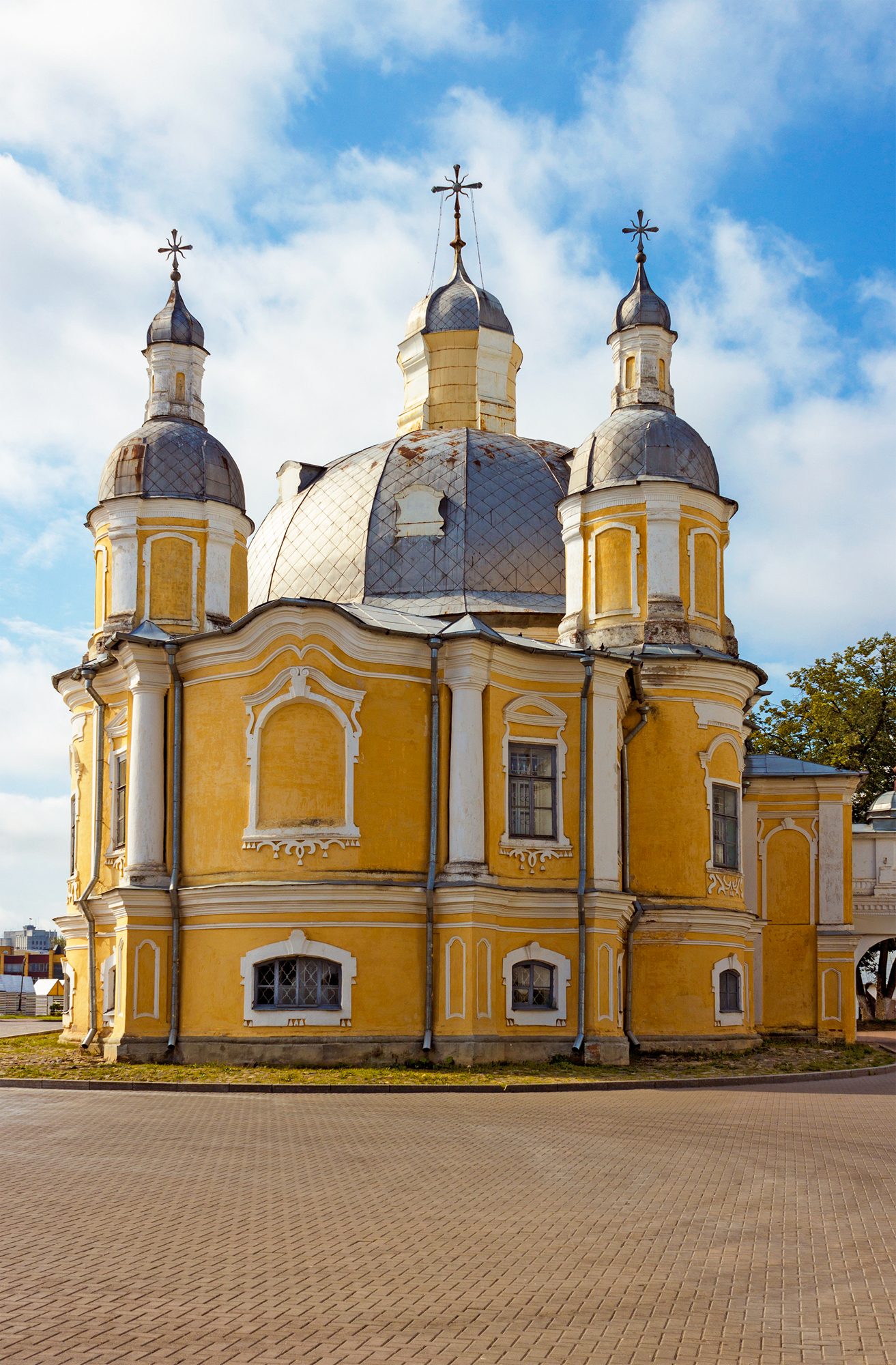
Chevet de la cathédrale de Vologda

La façade est garnie de colonnes toscanes et de pilastres, les fenêtres sont garnies de motifs décoratifs. L'entrée principale, située à l'extrémité du corps du bâtiment est réalisée dans le Style Empire (avec un fronton et des colonnes toscanes) à l'époque de l'arrivée au pouvoir d'Alexandre Ier en 1801.
Selon les historiens d'art, la conception originale du projet a été simplifiée et gâchée lors de sa réalisation,. Georges Loukomski décrit ainsi l'architecture de l'édifice :
« ...La structure est assez chaotique et sans forme. Elle a été conçue, apparemment, selon des critères de l'époque baroque (comme le confirme la maquette en bois conservée au musée de Vologda). Mais dans sa réalisation le projet a subi des modifications, en particulier dans la proportion  du dôme qui a été aplati, et encore dans des détails : les colonnes sont réduites grossièrement, travaillées sans soin, de même que les moulures et la décoration. C'est ainsi que le style baroque de cet édifice, peint en jaune foncé avec des touches de blancs, ne ressort pas vraiment dans une réalisation d'un style authentique. »

## Intérieur de la cathédrale
L'intérieur de la cathédrale a subi des rénovations durant les années 1832-1833 dont Georges Loukomski, estime que :
« L'intérieur de la cathédrale ne présente absolument rien d'intéressant. La peinture
ornementale est du mauvais goût de l'époque d' Alexandre II et d' Alexandre III. Les kiots et les iconostases ainsi que l'ensemble du mobilier sont de mauvais goût. Le style est typiquement d'une époque d'artisanat froid, attiré seulement par la luxe. »

## Icônes
Depuis 1796, l'icône datée du XIVe siècle de la Sainte Trinité Zyrianskaïa se trouve à différents emplacements dans la ville de Vologda : en 1796, elle est installée dans la cathédrale Sainte-Sophie ; en 1841, elle est placée dans les murs de la cour épiscopale ; en 1847 elle se trouve dans la cathédrale de la Résurrection et enfin, depuis 1928, elle fait partie des collections du musée-réserve de l'État d'art et d'architecture de Vologda.

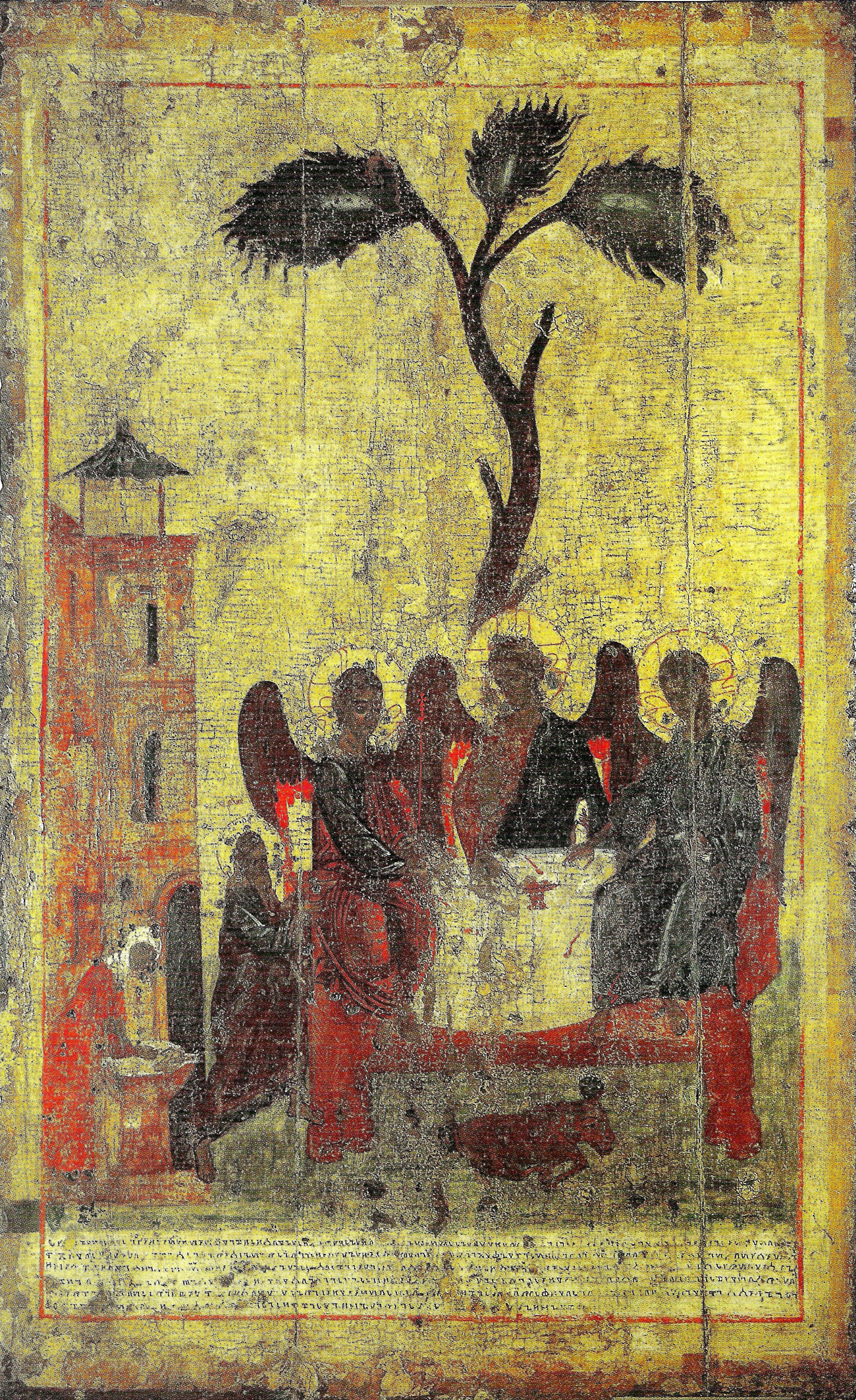
Sainte Trinité Zyrianskaïa